# Anciles
Anciles (Aragonees: Ansils; Catalaans: Ancils) is een dorp in de Spaanse gemeente Benasque (Ribagorza, Huesca, Aragón), gelegen aan de Esera, in de Benasquevallei, op 1110 meter hoogte. Het dorp telt 22 inwoners en ligt 1,5 kilometer ten zuiden van het centrum van Benasque.